# 石橋雅義
石橋 雅義（いしばし まさよし、1896年（明治29年）12月7日 - 1978年（昭和53年）9月18日）は、昭和時代の日本の化学者。専門は分析化学。

## 経歴・人物
千葉県出身。1921年（大正10年）京都帝国大学理学部化学科卒業。京都帝国大学講師、理学部助教授、ドイツ留学を経て、1936年（昭和11年）同大教授となる。1959年（昭和34年）定年退官し、同大名誉教授。その後、近畿大学教授、1961年（昭和36年）から1967年（昭和42年）にかけて金沢大学長、1969年（昭和44年）から1976年（昭和51年）にかけて奈良大学長を歴任。のち奈良大学名誉学長。ほか、海洋化学研究所長、同理事長、日本分析化学会会長、日本学術会議会員を務めた。
放射性同位元素を分析化学に応用し、海水中の微量元素を27種発見した。その功績などにより、日本化学会桜井褒賞、日本学士院賞などを受賞した。

## 著作
単著
- 『重量分析実験指針』カニヤ書店 1933
- 『定性分析化学 上巻』裳華房 1941
- 『定性分析実験指針』カニヤ書店 1942
- 『基礎容量分析法 上巻』冨山房 1946
- 『分析化学綜論 第1（分析試料の採取並に処理法について）』裳華房 1946
- 『基礎容量分析法 中巻』冨山房 1949
- 『指針定性分析実験法』冨山房 1949
- 『定量分析実験法 [第1]（普通編）』冨山房 1950
- 『実験分析化学』共立出版 1952
- 『定量分析実験指針』冨山房 1954

共編著
- 『化学通論：基礎解説』南江堂 1956
- 『ポーラログラフ分析法』丸善 1956
- 『定量分析実験法 機器篇』冨山房 1966

監修
- 松井元興 等『分析化学の進歩 第1集』共立出版 1949

## 親族
- 祖父：石橋太郎兵衛（明治期の漁業家、改良揚繰網の発明者）[1][3]
- 妻：石橋琴子（地理学者・石橋五郎の長女）[4]